# Patrick Calcagni
Patrick Calcagni (Sorengo, 5 luglio 1977) è un ex ciclista su strada svizzero.
Ha corso fra i professionisti del 2000 fino al 2009.

## Carriera
Diviene professionista nel 2000 con la squadra italiana Vini Caldirola-Sidermec, e riesce subito a conquistare il Campionato svizzero di ciclismo a cronometro. Fino al 2004 corre per la Vini Caldirola-Nobili Rubinetterie, mentre dalla stagione successiva milita nella Liquigas. Conclude la propria carriera con gli inglesi del Team Barloworld dal 2008 fino alla chiusura della squadra nel 2009.
Attualmente è commentatore del ciclismo sulla rete pubblica televisiva svizzera.

## Palmarès
- 2000

Campionati svizzeri, Prova a cronometro
- 2004

3ª tappa Giro del Giappone
- 2008

Grand Prix Pino Cerami

### Altri successi
- 2007

Classifica sprint Tour de Romandie

## Piazzamenti

### Grandi giri
- Giro d'Italia

2005: ritirato (4ª tappa)
2006: 107º
2008: ritirato (7ª tappa)
- Tour de France

2006: 129º
- Vuelta a España

2002: 103º
2003: 128º
2004: 65º
2005: 40º
2007: 92º

### Classiche monumento
- Milano-Sanremo

2004: 115º
2008: 50º
2009: 116º
- Parigi-Roubaix

2008: ritirato
- Giro delle Fiandre

2008: 82º
2009: 62º
- Liegi-Bastogne-Liegi

2001: ritirato
2002: ritirato
2005: 51º
2006: 96º
2009: ritirato
- Giro di Lombardia

2000: 45º
2002: 69º
2003: ritirato
2004: 51º
2005: ritirato

### Competizioni mondiali
- Campionati del mondo

Plouay 2000 - Cronometro Elite: 35º
Verona 2004 - In linea Elite: 80º
Madrid 2005 - In linea Elite: 82º

## Riconoscimenti
- Mendrisio d'argento del Velo Club Mendrisio nel 1999